# Musefælden
Musefælden er titlen på en samling af Agatha Christies noveller, samlet og udgivet på dansk i 1973. De fem noveller stammer oprindelig fra tre forskellige engelske novellesamlinger.

## De fem noveller
- Faresignalet tangerer det okkulte, men indeholder også en klassisk kriminalgåde: Hvem dræbte Sir Allington West?
- Nattergalebo er en gyser, hvor et ægtepar begge frygter at blive myrdet af ægtefællen.
- S.O.S og
- Kærlighedsdetektiverne er begge meget korte, næsten skitseagtige fortællinger.
- Musefælden er en oversættelse af Three Blind Mice, som er forlægget for teaterstykket The Mousetrap. Den danske titel kan skabe forvirring, idet The Mousetrap direkte oversat fra engelsk betyder "musefælden". Historien handler om en morder, der søger hævn for en uretfærdighed tidligere i livet. En gruppe mennesker er sneet inde på et pensionat, og allerede fra begyndelsen er der meget, der tyder på, at morderen er til stede. Derfor vogter alle over hinanden og stemningen bliver ikke bedre, da der faktisk begås et mord. Som teaterstykke er  The Mousetrap det længst løbende teaterstykke i historien. Det havde premiere 5. oktober 1952 og nærmer sig i 2010 25.000 forestillinger. Publikum anmodes efter forestillingen om ikke at afsløre plottet overfor andre.